# 日産・リヴィナ
リヴィナ（LIVINA、骊威）は日産自動車が製造（初代のみ）・販売する海外向けのコンパクトカーである。

## 概要
日産・リヴィナ（中国名: 骊威）は、日産の世界戦略車種であり、初代は同じく世界戦略車のリヴィナジェニスがベースである。2007年4月に中国市場から投入を開始した。生産は東風汽車有限公司花都工場および裕隆日産汽車三義工場、開発およびデザインを担当したのは、神奈川県厚木市の日産テクニカルセンター。2代目は三菱自動車工業からのOEMとなり、生産はインドネシアにあるミツビシ・モーターズ・クラマ・ユダ・インドネシア（通称：ブカシ工場）で行われる。

## 初代 L10型（2006年 - 2020年)
プラットフォームは日産・Bプラットフォームを採用し、全長はジェニスより245mm短い4,175mmでエンジンは直列4気筒1.6Lと1.5Lを搭載。

### フレックスフューエル車
2009年1月にブラジル サン・ジョゼ・ドス･ピニャイス市 ルノー＝日産アライアンス工場でのフレックスフューエル車の生産が開始された。なお、このモデルは日産自動車としては初めてのフレックスフューエル車で、ブラジルの工場で生産されるモデルは、すべてフレックスフューエル車となる。また、エンジンは1.6L K4Mエンジンと、1.8L MRエンジンが搭載される。

### リヴィナ C-Gear
リヴィナをベースとしたスポーツタイプモデルで、内装は黒を基調としている。また、トランスミッションは4速ATと5速MTが設定されている。
2008年5月7日にはインドネシア市場にリヴィナ X-Gearの名前で投入された。

### 歴史
- 2007年4月20日 - 上海モーターショーに初出展。
- 2007年10月 - 台湾、南アフリカに投入。
- 2008年1月8日 - インドネシアに投入。
- 2008年4月7日 - リヴィナ C-Gearを発表。
- 2009年1月12日 - ブラジル工場での生産を開始。
- 2021年1月 - 唯一販売を続けていた台湾市場での販売を終了。公式サイトからも削除された。

## 2代目 ND1W型（2019年 - ）
2019年2月19日、インドネシアにて日産モーターインドネシアが新型リヴィナを発表。ルノー=日産＝三菱アライアンスの利点を活かし、三菱・エクスパンダーのOEMに切り替わった。
車名こそ「リヴィナ」だが、3列シート車両ゆえ、リヴィナジェニスの後継的役割も兼ねる。
フロントマスクはベースのエクスパンダーから大幅に変更され、日産のデザインアイコンである「Vモーション」を採り入れた先鋭的なものとなっている。また、リヤゲートもエクスパンダーとは異なる専用形状に変更されている。
メカニズムはエクスパンダーのものがそのまま流用され、1.5Lの三菱製4A91型に5速MTもしくは4速ATとの組み合わせとなる。
2022年9月6日、フィリピンにて新型リヴィナを発表した。

## 受賞
- 2007年 世界で最も美しいクルマ賞 MPV部門
- 2008年 ベストMPV/ステーションワゴン（南アフリカ）
- 2008年 カー・オブ・ザ・イヤー 小型モノコックMPV部門（インドネシア）